# Vaisseau fantôme de la baie des Chaleurs
 (août 2022).
Si vous disposez d'ouvrages ou d'articles de référence ou si vous connaissez des sites web de qualité traitant du thème abordé ici, merci de compléter l'article en donnant les références utiles à sa vérifiabilité et en les liant à la section « Notes et références ».
Plusieurs versions existent de la légende du vaisseau fantôme de la baie des Chaleurs qui naviguerait entre Dalhousie et Miscou. 

## Version des habitants deBathurst
Historique
Lors du XVIIIe siècle de nombreux navires venaient commercer dans la baie des Chaleurs. Lorsqu'ils s'approchaient de la côte, ils hissaient un drapeau pour signifier qu'ils avaient besoin d'un pilote pour approcher de la côte et les diriger vers un village quelconque. La préférence des navigateurs étaient les villages Autochtones car ils étaient faciles à exploiter. Ils allaient même jusqu'à saouler les autochtones, et ensuite voler certaines de leurs possessions, des fourrures surtout. C'étaient bien sûr des pirates. Un des plus célèbres était le capitaine Craig.
La tragédie
Par une calme matinée, le bateau hisse son drapeau pour demander de l'aide pour approcher de la côte. Un pilote s'approche du bateau et monte à bord pour aider le capitaine. Craig voulait aller dans un village autochtone. Le pilote le guide et, le travail terminé, retourne chez lui et attend le signal de départ.
À la fin de l'après-midi, le travail de Craig et de son équipage étant terminé, le drapeau est hissé et le pilote retourne à bord pour aider le capitaine. À peine ont-ils levé l'ancre que le pilote entend des cris et des gémissement. Il ordonne à Craig de jeter l'ancre, ce que ce dernier refuse. Sous la menace de se faire jeter par-dessus bord par le pilote, le capitaine Craig finit par obéir et donne l'ordre de jeter l'ancre. En fouillant le bateau, le pilote découvre deux jeunes autochtones ligotées. Il les libère et les ramène à terre.
Les deux jeunes filles remercient longuement le pilote. Elles l'avertissent de ne pas retourner sur le navire car une catastrophe doit se produire. Malheureusement, il n'écoute pas le conseil et retourne à bord. Dix minutes à peine après le départ du navire de Craig, un grand remous projette le navire sur des rochers. L'équipage au complet, sauf Craig et son premier lieutenant périssent sur le coup. Le pilote, quant à lui, sait très bien nager et regagne la rive. Craig et son acolyte se noient avant d'atteindre la côte. Les deux jeunes autochtones, assistant à toute la scène depuis la rive, tremblaient de peur.

### Légende
Ce soir là, sous un ciel calme mais orageux, les témoins virent glisser sur la baie une boule de feu qui prit la forme du navire de Craig. Certains dirent même qu'ils ont vu l'équipage hisser le drapeau d'appel du pilote. Depuis, plusieurs personnes disent avoir aperçu le vaisseau. Pour le voir, la légende dit que le temps doit être exactement comme la journée de la tragédie.
Depuis ce temps, des milliers de témoins affirment l'avoir vu, des pêcheurs ont même essayé de l'atteindre avec leurs bateaux mais en vain. Des scientifiques ont même essayé d'expliquer le phénomène. Mais, le vaisseau qui navigue entre le Nouveau-Brunswick et la Gaspésie reste un mystère. Il est aussi insaisissable qu'un arc-en-ciel. Ceux qui ont essayé de s'en approcher disent qu'il garde toujours la même distance. Ceux qui l'ont observé à travers un télescope ou des jumelles ont dit ne voir aucune différence entre la vision à l'aide d'un instrument et de le voir à l'œil nu. Aucun détail supplémentaire n'est visible.
La version la plus populaire est celle du bateau en feu qui navigue. Il peut demeurer immobile durant des heures, ou naviguer à la vitesse du vent et disparaître très lentement et sans faire de jeu de mots, à petit feu, ou bien disparaître dans un éclat de lumière très rapidement. Certains témoins disent l'avoir vu en plein jour, mais la plupart s'accordent pour dire que c'est de nuit qu'il fait ses apparitions.
Les pêcheurs ne se gênent pas pour discuter de ce phénomène. Certains ne croient pas un mot de cette histoire et croient à un phénomène tout à fait naturel. D'autres croient dur comme fer à la légende surnaturelle. Mais ceux qui y croient risquent de se faire traiter d'ignorants.
Toutefois, il y a quelques années [Quand ?], par une chaude et humide soirée d'été, il y avait foule sur la Plage Youghall de Bathurst. Une brume flottait sur la mer. Tout à coup, le vaisseau a fait son apparition au large. Il donnait l'impression d'être à deux kilomètres au large de Belledune. Le vaisseau est resté visible durant près de trente minutes selon les témoins.
Le 10 octobre 1980 il aurait été revu à la plage de Younghall. Le maire Kevin Mann a pris une photo du phénomène.

### Explications scientifiques
Plusieurs scientifiques associent ce phénomène au feu de Saint-Elme (décharge électrique lumineuse plus ou moins continue de l’atmosphère vers la terre). Toutefois, il y a des doutes sur cette théorie. Surtout, parce que ce feu se manifeste généralement à une extrémité, tel un clocher d'église et ce phénomène est accompagné d'un bruit de craquement. Évidemment sur la baie des Chaleurs aucun objet pointu ne s'y trouve et il n'y a aucun bruit durant les apparitions rapportées.
Une autre explication veut que ce soient des gaz qui s'échappent d'une faille sous-marine. Cela pourrait entre autres expliquer la présence de houille sur les plages de la baie des Chaleurs. Une théorie attribuerait le phénomène à une forme de vie sous-marine phosphorescente. Elle est peu crédible, le navire aurait déjà été aperçu en hiver alors que la glace recouvrait la baie.

## Version Marquis de Malauze
« À l’ouest de Caraquet, au fond de la baie des Chaleurs et à Campbellton, on associe généralement le navire de feu au Marquis de Malauze, une frégate de la marine française poursuivie jusqu’à la Rivière Restigouche et coulée par les Anglais en 1760. Cette version de l’histoire serait plus vraisemblable si ce qui reste du Marquis ne reposait pas si tranquillement dans le jardin du monastère sur la réserve indienne à Pointe-à-la-Croix. »

## Légende comparable
La thématique du vaisseau en feu qui apparait à certaines dates se retrouve aussi dans les légendes de Block Island (États-Unis) en relation avec le naufrage de la Princess Augusta.